# Hranitne (obwód tarnopolski)
Hranitne (ukr. Гранітне; do 1964 roku Baranów) – wieś na Ukrainie w obwodzie tarnopolskim, w rejonie czortkowskim.

## Historia
Po zakończeniu I wojny światowej, od listopada 1918 roku przez pewien czas Baranów znajdował się w powiecie buczackim Zachodnioukraińskiej Republiki Ludowej.
Do 2020 w rejonie monasterzyskim.